# Letnie Grand Prix w kombinacji norweskiej 2004
Letnie Grand Prix w kombinacji norweskiej 2004 – siódma edycja LGP w historii kombinacji norweskiej. Sezon składał się z pięciu konkursów indywidualnych i jednego drużynowego. Rozpoczął się 13 sierpnia 2004 roku w Kandersteg, a zakończył 29 sierpnia 2004 w Steinbach. Tytułu sprzed roku bronił Niemiec Jens Gaiser. Zwycięzcą tej edycji został Amerykanin Todd Lodwick.

## Kalendarz i wyniki
| Lp | Data             | Miejscowość   | Konkurencja           | 1 miejsce                                          | 2 miejsce                                   | 3 miejsce                             |
| -- | ---------------- | ------------- | --------------------- | -------------------------------------------------- | ------------------------------------------- | ------------------------------------- |
| 1. | 13 sierpnia 2004 | Kandersteg    | HS95/15 km            | M. Gruber                                          | M. Stecher                                  | L. Vonlanthen                         |
| 2. | 15 sierpnia 2004 | Oberstdorf    | HS137/15 km           | J. Spillane                                        | T. Lodwick                                  | P. Tande                              |
| 3. | 21 sierpnia 2004 | Bischofshofen | HS140/10 km           | T. Lodwick                                         | E. Rian                                     | J. Spillane                           |
| 4. | 22 sierpnia 2004 | Berchtesgaden | HS98/2x7 km drużynowy | Stany Zjednoczone I Johnny Spillane · Todd Lodwick | Austria I Michael Gruber · Christoph Bieler | Norwegia I Petter Tande · Magnus Moan |
| 5. | 27 sierpnia 2004 | Harrachov     | Gundersen HS100/15 km | T. Lodwick                                         | M. Stecher                                  | C. Bieler                             |
| 5. | 29 sierpnia 2004 | Steinbach     | HS140/9 km            | C. Bieler                                          | R. Ackermann                                | T. Lodwick                            |

## Klasyfikacja końcowa
| Miejsce | Zawodnik         | Punkty |
| ------- | ---------------- | ------ |
| 1.      | Todd Lodwick     | 360    |
| 2.      | Christoph Bieler | 286    |
| 3.      | Johnny Spillane  | 252    |
| 4.      | Ronny Ackermann  | 161    |
| 5.      | Mario Stecher    | 160    |
| 6.      | Lucas Vonlanthen | 147    |
| 6.      | Felix Gottwald   | 147    |
| 8.      | Bernhard Gruber  | 125    |
| 9.      | Petter Tande     | 110    |
| 10.     | Michael Gruber   | 105    |